# Grammatische wisseling
Grammatische wisseling is in de historische taalkunde het effect dat de Wet van Verner heeft op de vervoeging van Germaanse werkwoorden en op wisselingen in medeklinkers tussen verwante woorden.

## Overzicht
Volgens de Wet van Grimm veranderen de Proto-Indo-Europese stemloze plofklanken *p, *t, *k en *kʷ meestal in de stemloze wrijfklanken *f, *þ, *h en *hʷ in het Oergermaans. Grimm had al aangekaart dat in veel woorden geen stemloze wrijfklanken verschijnen, maar de stemhebbende equivalenten *b, *d, *g en *gʷ. Karl Adolf Verner ontdekte dat stemloze wrijfklanken stemhebbend werden als de voorafgaande lettergreep geen klemtoon droeg in het Proto-Indo-Europees. Hij ontdekte bovendien dat deze regel eveneens van toepassing was op de (door de Wet van Grimm niet veranderde) wrijfklank *s, die door deze verandering *z werd. Deze *z werd in de latere Noord- en West-Germaanse talen *r (rotacisme).
Als gevolg ontstonden vijf paren van medeklinkers, waarbij elk paar terugging op een enkel Proto-Indo-Europees foneem. De volgende tabel geeft de precieze ontwikkelingen van het Proto-Indo-Europees naar het Oergermaans (waaruit Gotisch en Oudnoords) naar het West-Germaans, waaruit Oudengels, Oudhoogduits, Oudsaksisch (dat vergelijkbaar was met het Oudnederlands) en Middelnederlands. De tabel geeft steeds de medeklinkers weer zoals die binnenin of aan het eind van het woord voorkomen; aan het begin van het woord was de Wet van Verner nooit van toepassing, dus dat wordt buiten beschouwing gelaten. Een streepje (-) betekent dat de klank geheel verdwenen is.
| Pie | Grimm | Verner | Oergm | Got | On | Oe  | Ohd | Os | Mnl  |
| --- | ----- | ------ | ----- | --- | -- | --- | --- | -- | ---- |
| *p  | /ɸ/   | /ɸ/    | *f    | f   | f  | f   | f   | f  | f/v  |
| *p  | /ɸ/   | /β/    | *b    | b   | f  | f   | b   | v  | f/v  |
| *t  | /θ/   | /θ/    | *þ    | þ   | ð  | þ   | d   | th | d    |
| *t  | /θ/   | /ð/    | *d    | d   | ð  | d   | t   | d  | d    |
| *k  | /x/   | /x/    | *h    | h   | -  | h/- | h   | h  | ch/- |
| *k  | /x/   | /ɣ/    | *g    | g   | g  | g/ġ | g   | g  | g    |
| *kʷ | /xʷ/  | /xʷ/   | *hw   | ƕ   | -  | h/- | h   | h  | ch/- |
| *kʷ | /xʷ/  | /ɣʷ/   | *g    | g   | g  | g/ġ | g   | g  | g    |
| *kʷ | /xʷ/  | /ɣʷ/   | *w    | w   | v  | w   | w   | w  | w    |
| *s  | /s/   | /s/    | *s    | s   | s  | s   | s   | s  | s    |
| *s  | /s/   | /z/    | *z    | z   | r  | r   | r   | r  | r    |

Opmerkingen:
- De eindklankverscherping die in het Gotisch, Middelnederlands en Middelnederduits van stemhebbende weer stemloze medeklinkers maakte is hier voor het gemak ongedaan gemaakt.
- In het Gotisch is bovendien in bijna alle werkwoorden de grammatische wisseling ongedaan gemaakt; de hier weergegeven klank is de klankwettige vorm die in andere woorden voorkomt.
- In het Oudengels en Oudnoords werden de stemloze wrijfklanken [f]?, [θ]? stemhebbende [v]?, [ð]? in het midden van een woord, en in het Oudnoords ook aan het einde. In het Oudengels werd [s]? bovendien [z]? in het midden. Verder werd in het Oudnoords en Oudengels de letter /f/ gebruikt om zowel de klank [f] als [v] weer te geven, waardoor dit onderscheid niet in het schrift tot uiting komt.
- In het Middelnederlands en Middelnederduits werden deze ook aan het begin van een woord stemhebbend, maar [θ]? en [ð]? vielen samen met respectievelijk [t]? en [d]?.
- In het Oudhoogduits zijn de klanken verschoven door de Hoogduitse klankverschuiving.

## In werkwoordsvervoeging
Grammatische wisseling is te zien in veel Germaanse werkwoorden. Het is daar ontstaan omdat in het Proto-Indo-Europees verschillende werkwoordsvormen een verschillende plaatsing van de klemtoon hadden, waarna er door de Wet van Verner tevens verschillen in de medeklinkers ontstonden tussen die vormen. De Germaanse verleden tijd is ontstaan uit het perfect aspect, en had oorspronkelijk de klemtoon op de stamlettergreep in de enkelvoudsvormen maar op de uitgang in de tweevouds- en meervoudsvormen. Dit perfecte aspect bestond echter alleen voor primaire, niet van andere woorden afgeleide werkwoorden; de overige werkwoorden hadden alleen een tegenwoordige tijd. In het Germaans is bij deze werkwoorden een nieuwe verleden tijd in -d- gevormd zonder klemverschuiving, de zwakke werkwoorden. Als gevolg hebben Germaanse sterke werkwoorden een grammatische wisseling in de verleden tijd tussen de enkelvoudsvormen (stemloze medeklinker) en de tweevouds- en meervoudsvormen (stemhebbende medeklinker). De zwakke werkwoorden vertonen geen wisseling.
Door morfologische nivellering zijn er veel minder voorbeelden in de moderne talen dan in de oudere talen, maar ook in de oudere talen was er al sprake van soms vergaande nivellering tussen de twee verschillende stammedeklinkers. In het Oost-Germaans en Noord-Germaans was deze nivellering al grotendeels voltooid voor de eerste teksten op schrift werden gesteld. Ook in het Oudengels, Oudhoogduits, Oudsaksisch en Middelnederlands was deze al in gang, maar deze talen vertoonden nog veel voorbeelden van de wisseling. Ook het Nieuwnederlands en tot op zekere hoogte het Duits hebben nog een aantal voorbeelden, zoals verliezen en verloren of (in het Duits) schneiden en schnitt. Het Nieuwengels heeft alleen nog maar het paar was en were. In de meeste gevallen waar de wisseling zelf behouden is, is wel nivellering opgetreden tussen de enkelvouds- en meervoudsvormen van de verleden tijd, waardoor de wisseling alleen te zien is tussen de tegenwoordige en verleden tijd (zoals in het hiervoor genoemde verliezen, en in het Duits war en waren). In het Duits is deze nivellering vaak nog verder doorgetrokken en is de oorspronkelijk stemhebbende medeklinker uit de verleden tijd meervoud zelfs overgenomen in de tegenwoordige tijd (verlieren en verlor).
Een aantal voorbeelden:
Proto-Indo-Europese *p (geen voorbeelden in moderne talen, geen aantoonbare in oude talen)
Pie. *t
Oudengels: cweþan cwæþ – cwǣdon cweden ‘zeggen’
Oudengels: sēoþan sēaþ – sudon soden ‘zieden’
Vroegnieuwengels: seethe – sod sodden
Nieuwhoogduits: schneiden – schnitt geschnitten ‘snijden’
Pie. *k
Middelhoogduits: zīhen zēch – zigen gezigen ‘berispen’
Oudengels: þeon þāh – þigon þigen ‘gedijen’
Pie. *kʷ (voorbeelden in Nieuwengels, voornamelijk als *k in het Nederlands en Oudhoogduits)
Nederlands: zien gezien – zag zagen
Oudhoogduits: sehan sah – sāgun gisehan/gisewan
Oudengels: sēon seah – sāwon sewen
Nieuwengels: see – saw
Zweeds: se ser – såg
Pie. *s
Nederlands: wezen was – waren
Nederlands: verkiezen verkoos – verkoren (nu ouderwets)
Nederlands: vriezen – vroor gevroren
Oudengels: wesan wæs – wæron
Nieuwengels: was – were
Oudengels: cēosan cēas – curon coren
Oudengels: frēosan frēas – fruron froren
Oudnoords (vroeg): vesa vas – váru (de -s- werd later -r- door nivellering)
Oudnoords: frjósa frýss – fruru frorinn

## Tussen sterke werkwoorden en daarvan afgeleide causatieven
In het Proto-Indo-Europees werden causatieve werkwoorden (met de betekenis ‘doen/laten (handeling), zorgen dat iets/iemand (handeling) uitvoert’) afgeleid van sterke (basis)werkwoorden met het achtervoegsel *-éie-, waarbij de wortel (de eerste lettergreep) in de o-trap van ablaut werd geplaatst. De werkwoorden met dit achtervoegsel gingen later deel uitmaken van de eerste klasse van zwakke werkwoorden (in *-ján-). Het achtervoegsel droeg zelf de klemtoon en de wortel van het werkwoord nooit, terwijl in sterke werkwoorden de klemtoon in de tegenwoordige tijd en verleden tijd enkelvoud juist op de wortellettergreep lag. Dit veroorzaakte later een wisseling tussen de oorspronkelijke sterke werkwoorden en de causatieven die daarvan waren afgeleid.
Er zijn veel voorbeelden van deze wisseling te vinden in de oudere talen, maar minder in moderne omdat er enigszins nivellering is opgetreden. In sommige gevallen is een van de twee werkwoorden verloren gegaan.
Proto-Indo-Europese *p
(geen voorbeelden)
Proto-Indo-Europese *t
Duits leiden ‘lijden’ (uit *līþanan ‘weggaan’) tegenover leiten ‘leiden’ (uit *laidjánan)
Proto-Indo-Europese *k
IJslands hlæja ‘lachen’ (uit *hlahjanan) tegenover hlægja ‘aan het lachen maken’ (uit *hlōgjánan)
Proto-Indo-Europese *kʷ
Geen overgeleverde voorbeelden binnen één taal, maar vergelijk:
Oudnoords þryngva, Gotisch þreihan ‘drukken’ (uit *þrính(w)anan) tegenover Oudnoords þrøngva, Duits drängen ‘dringen’ (uit *þrangwjánan)
Proto-Indo-Europese *s
Engels rise ‘rijzen’ (uit *rīsanan ‘zich in beweging zetten’) tegenover rear ‘oprichten, grootbrengen’ (uit *raizjánan ‘oprichten, doen verheffen’)
Duits genesen ‘genezen’ (uit *ganésanan) tegenover nähren ‘voeden’ (uit *(ga-)nazjánan)

## In andere woordsoorten
Grammatische wisseling trad van oorsprong op in elk paar etymologisch verwante woorden die in het Proto-Indo-Europees verschillende plaatsing van de klemtoon hadden, waaronder ook de Indo-Europese athematische zelfstandige naamwoorden. Deze wisselingen waren al in het Oergermaans grotendeels weggenivelleerd, en geen enkele overgeleverde taal, oud of modern, heeft nog wisselingen in de verbuiging van naamwoorden overgehouden. Maar er zijn nog wel voorbeelden waar parallelle vormen in verschillende Germaanse talen op verschillende medeklinkers teruggaan, zoals Nederlands glas tegenover IJslands gler (een voorbeeld van de s-z wisseling). Dit duidt erop dat in het Oergermaans waarschijnlijk nog wel een aantal zelfstandige naamwoorden met grammatische wisseling waren.